# Alfa Romeo Tipo 308
Alfa Romeo 308 або 8C-308 — автомобіль класу Гран-прі, зроблений під категорію до 3 літрів в 1938 році.

## Історія
Було випущено тільки чотири автомобілі, модифікованих з Tipo C з двигуном встановленим в шасі і з тонким кузовом. Шасі було взяло з Tipo C, а двигун з 8C 2900. 308 була розроблена Джоакіно Коломбо під контролем Енцо Феррарі, який тоді ще був частиною гоночної команди Alfa Romeo — Alfa Corse. Автомобіль дебютував на Гран-прі По в 1938 році, дебютувало два автомобіля: на одній був Таціо Нуволарі, на інший Луїджі Віллорезі. Обидва гонщики зійшли з гонки, хоча Нуволарі встановив рекорд кола. Наступна гонка була Гран-прі Триполі. Нові моделі 312 (3-літровий, 12-циліндровий) і 316 вийшли на старт, а 308 виявилася в резерві. У підсумку, 308 програла Герману Лангу на Mercedes-Benz W154. У цій гонці Євгеніо Сієна (Eugenio Siena) загинув, врізавшись в стіну.
У 1938 році на Мілле Мілья Клементе Біондетті і Карло Марія Пінтакуда (Carlo Maria Pintacuda) зайняли перші два місця. Автомобіль Біондетті використовував двигун від Tipo 308 (300 к.с. (220 кВт), а автомобіль Пінтакуди від 2900B і видавав 225 к.с. (168 кВт).
У 1938 і 1939 роках Раймону Соммер вдалося виграти пару змагань з Хіллклімбу в La Turbie на 308, а в 1940-х Жан-П'єр Вімілль виграв пару гонок в Європі. Один з автомобілів був проданий в Аргентину, де на ній успішно виступав і перемагав Оскар Альфредо Гальвес (Óscar Alfredo Gálvez). Модель Гальвеса зараз стоїть в Аргентині в Музеї Хуана Мануеля Фанхіо.
Один з автомобілів  був проданий в США після Другої Світової Війни, де Луї Дюран зайняв на ній 6-е місце в 1946 році на 500 миль Індіанаполіса, а в наступному році Волт Браун зайняв 7-е місце. У 1948 році Джонні Мауро зайняв на ній 8-е місце, і тепер ця модель стоїть в музеї Залу Слави в Індіанаполіс Мотор Спідвей, можливо, що це саме той автомобіль, який брав участь в Індіанаполісі в 1940 році, і в той же час був екс-автомобілем Раймона Соммер.
З усіх 3-х літрових автомобілів для формули Alfa Romeo (Tipo 308, 312, 316) жодна не досягла великого успіху. Замість них була випущена нова модель з 1500 куб.см. двигуном для класу Вуатюретт Alfa Romeo 158, розроблена в 1937 році і вперше брала участь на Кубку Сіано в серпні 1938 року. Дана модель стала більш успішною.